# Расфельд (община)
Расфельд (нем. Raesfeld) — община в Германии, в земле Северный Рейн-Вестфалия.
Подчиняется административному округу Мюнстер. Входит в состав района Боркен. Население составляет 11 016 человек (на 31 декабря 2010 года). Занимает площадь 57,81 км².
Коммуна подразделяется на 10 сельских округов.

## Достопримечательности
- Расфельд ― дворцово-замковый комплекс.